# Люно
Люно́ (фр. Luneau) — коммуна во Франции, находится в регионе Овернь. Департамент коммуны — Алье. Входит в состав кантона Ле-Донжон. Округ коммуны — Виши.
Код INSEE коммуны — 03154.

## Население
Население коммуны на 2008 год составляло 284 человека.
| 1962 | 1968 | 1975 | 1982 | 1990 | 1999 | 2008 |
| ---- | ---- | ---- | ---- | ---- | ---- | ---- |
| 450  | 488  | 461  | 390  | 335  | 291  | 284  |

## Экономика
В 2007 году среди 164 человек в трудоспособном возрасте (15—64 лет) 121 были экономически активными, 43 — неактивными (показатель активности — 73,8 %, в 1999 году было 67,9 %). Из 121 активного работали 116 человек (67 мужчин и 49 женщин), безработных было 5 (2 мужчин и 3 женщины). Среди 43 неактивных 7 человек были учащимися или студентами, 16 — пенсионерами, 20 были неактивными по другим причинам.